# Microsoft Refurbisher-Programm
Das Microsoft Refurbisher-Programm ist ein weltweites Programm von Microsoft, das Computer-Refurbishern ermöglicht, gebrauchte, wiederaufbereitete PCs und Notebooks anzubieten, auf denen Microsoft-Originalsoftware vorinstalliert ist. Das Programm wurde 2007 in den USA gestartet und 2009 auch in Deutschland ausgerollt. Weltweit gibt es 59 MAR Partner, in Europa sind es 22 Refurbisher. Darunter sind fünf in Deutschland ansässig.
Im August 2020 wurde das Refurbisher Programm grundlegend neu aufgerollt. Refurbisher nehmen seitdem als Microsoft Authorized Refurbisher (MAR) oder als Third Party Refurbisher (TPR) an diesem Programm teil.

## Microsoft Authorized Refurbisher
Das Programm Microsoft Authorized Refurbisher (MAR) ist ausschließlich für große, etablierte Refurbisher gedacht, die eine hohe Zahl von System wiederaufbereiten und mit lizenzierter, vorinstallierter Microsoft-Originalsoftware an private, kommunale und kommerzielle Kunden sowie gemeinnützige Organisationen liefern.
Die Kriterien für die Aufnahme zu MAR sind sehr selektiv. Deshalb entspricht eine Mitgliedschaft in diesem Programm einer Auszeichnung seitens Microsoft. MARs arbeiten nach strengen Richtlinien, um Software-Anbieter, Hardware-Hersteller sowie Händler und Verbraucher rechtlich abzusichern.
Die MAR-Richtlinien erfordern, dass
- erhebliche Mengen von Geräten verarbeitet werden,
- angemessene Systeme für Datenlöschung und Berichterstattung vorhanden sind,
- technisches Know-how für die Vorinstallation von Microsoft-Windows-Betriebssystemen in großer Stückzahl vorhanden ist,
- geeignete Sicherheitsmaßnahmen getroffen wurden, um eine sichere Handhabung und Lagerung von hochwertigen Anlagen und Softwarelizenzen zu gewährleisten,
- die Einhaltung aller geltenden Vorschriften regelmäßig kontrolliert wird.

Teilnehmer des MAR-Programmes sind auf Basis der mit Microsoft getroffenen Vereinbarungen in der Lage, besonders günstige Betriebssystem-Lizenzen ihren wiederaufbereiteten Rechnern beizulegen. Diese Lizenzen sind jedoch im Rahmen des End User Licence Agreement (EULA) durch Microsoft strikt an die wiederaufbereitete Hardware gebunden und dürfen gemäß den Vorgaben von Microsoft nur auf genau diesen Rechnern verwendet werden.
Im Zeitraum Juli 2019 – Juni 2020 wurden weltweit 4,7 Millionen Lizenzen über das MAR Programm vermarktet, davon 1,74 Millionen in Europa.

## Third Party Refurbisher (TPR)
Third Party Refurbisher sind kleine und mittlere Refurbisher, die ebenso wiederaufbereitete PCs mit vorinstallierten Microsoft-Originalprodukten anbieten möchten. Die TPR erhalten ihre Lizenzen über die Microsoft Authorized Refurbisher.
Es gibt zwei Arten von Microsoft-Softwarelizenzen für Registered Refurbishers:
- Kommerzielle Lizenzen stehen für die Weitergabe an Verbraucher und kleine Unternehmer zur Verfügung – Windows 10 Home und Windows 10 Professional.
- Gemeinnützige Lizenzen stehen nur für bestimmte Kundengruppen wie Bildungseinrichtungen, gemeinnützige Wohltätigkeitsorganisationen und andere berechtigte Empfänger zur Verfügung – Windows 10 Pro Citizenship

Die Produktverfügbarkeit variiert je nach Lizenztyp und geografischer Region.

## Digitale Produktschlüssel
Um die Echtheit des Betriebssystems nachzuweisen, haben die Refurbisher bis 2020 auf jedem der wiederaufbereiteten PCs ein Microsoft-Windows-Echtheitszertifikat angebracht, das sogenannte Certificate of Authenticity (COA).
Ab Mitte 2021 wird es nur noch digitale Produktschlüssel (DPK) geben, die die bisherigen COA Aufkleber ersetzen. bei dieser digitalen Lizenz ist die manuelle Eingabe des Produktschlüssels hinfällig, da der Aktivierungs-Vorgang bei der ersten Anmeldung automatisch erfolgt.